# Reagrupament per França
Reagrupament per França (RPF) és un partit polític francès fundat el 1999 per Charles Pasqua i Philippe de Villiers amb dissidents de RPR i del Moviment per França. Forma part de la Unió per l'Europa de les Nacions.
A les eleccions europees de 1999 Pasqua i de Villiers van dirigir la llista Reagrupament per França i la Independència d'Europa (RPFIE), que va obtenir el 13,6% dels vots i 13 eurodiputats, entre ells Marie-France Garaud, William Abitbol i Jean-Charles Marchiani. Malgrat l'èxit, el 2000 de Villiers denuncià Pasqua i s'escindí en el Moviment per França (MPF), William Abitbol llençà el moviment Combats Souvreranistes, que donarà suport la candidatura de Jean-Pierre Chèvenemenet a les eleccions presidencials franceses de 2002, i obtenen dos escons dins la majoria presidencial a les eleccions legislatives franceses de 2002. D'altres marxen a Entesa Sobiranista, i només Pasqua i Marchiani resten a RPF. El 2003 canvia el nom pel de RPFIE i a les eleccions europees de 2004 no obté representació. El 2003 Pasqua és escollit senador com a aparentat dins UMP.
Des del 2002 els militants de RPF ingressaran col·lectivament dins UMP a través de Debout la République, corrent sobiranista d'UMP, i a partir del 24 d'octubre de 2004, per Nació i Progrés, creat per una vintena d'electors locals de RPF dirigts per l'eurodiputada Isabelle Caullery. Aquest grup aplega 200 dirigents locals i al congrés fundacional de l'UMP donaren suport a la candidatura com a president de Nicolas Dupont-Aignan. Alhora, el RPF aprova la doble militància amb UMP.
A les eleccions presidencials franceses de 2007 Pasqua va demanar Dupon-Aignan i Christine Boutin (Fòrum dels Republicans Socials) retirar llurs candidatures a favor de la de Nicolas Sarkozy.
El 5 de novembre de 2007 es va obrir un judici contra Charles Pasqua i el RPF, acusats de finançament il·legal del RPF per a les europees de 1999, i implicat en l'afer del casino d'Annemasse, instruït el 2001-2006 pel jutge Philippe Courroye. Hi havia set implicats més, un dels quals, Robert Feliciaggi, fou assassinat a l'aeroport d'Ajaccio.